# Alfa Romeo Gloria
Alfa Romeo Gloria – koncepcyjny ręcznie składany samochód klasy średniej wyprodukowany przez włoskiego producenta samochodów Alfa Romeo. Po raz pierwszy został pokazany publiczności na targach motoryzacyjnych w Genewie w marcu 2013 r.Pojazd został zaprojektowany przez 20 studentów z Europejskiego Instytutu Wzornictwa.

## Szczegóły techniczne
Gloria to czterodrzwiowa limuzyna z tylnymi drzwiami otwieranymi pod wiatr, mająca długi rozstaw osi 2,90, długości całkowitej 4,70 m, szerokości całkowitej 1,91 m i całkowitej 1,27 m wysokości.